# Ali Ghardooni
Ali Ghardooni, eigentlich Alireza Kardooni, (* 25. Februar 1979 in Ahvaz, Iran) ist ein deutscher Diskuswerfer und Kanute. Er nahm an den Sommer-Paralympics 2008 und 2012 teil.

## Leben
Im Alter von 17 Jahren begann Ghardooni im Iran mit der Leichtathletik. 2004 wanderte er nach Deutschland aus und zog nach Magdeburg in Sachsen-Anhalt.
Bei den Paralympics 2008 erreichte der durch eine Kinderlähmung eingeschränkte Ghardooni (Startklasse: F57) beim Diskuswurf aus dem Sitzen einen vierten Platz. Seine 2008 erreichte Bestleistung lag bei 46,64 Metern. 2009 wurde er IWA S-Weltmeister. Bei den Weltmeisterschaften 2011 erreichte er Bronze.
Er startete zunächst für den GBS Haldensleben und trat dann für den SC Magdeburg an.
2014 wechselte er zur Kanusportart Parakanu. Bei Weltmeisterschaften erreichte er einmal einen fünften Platz, bei Europameisterschaften erzielte er dreimal Silber und einmal Bronze.
Ghardooni absolvierte eine Ausbildung zum Kaufmann für Bürokommunikation und arbeitet als Ablauf- und Transfermanager im Landesverwaltungsamt Sachsen-Anhalts.

## Auszeichnungen
2012 durfte sich Ghardooni in Anerkennung seiner Paralympicsteilnahme in das Goldene Buch der Stadt Magdeburg eintragen.